# Ce magnifique gâteau !
Pour plus de détails, voir Fiche technique et Distribution.
Ce magnifique gâteau ! est un film d'animation belgo-franco-néerlandais de court métrage réalisé par Marc James Roels et Emma de Swaef et sorti en 2018.

## Synopsis
Ce film est une anthologie sur la colonisation africaine à la fin du 19e siècle. Il est découpé en cinq récits qui mettent en scène un roi perturbé, un pygmée travaillant dans un hôtel de luxe, un homme d'affaires ruiné, un porteur égaré et un jeune déserteur.

## Fiche technique
- Titre : Ce magnifique gâteau !
- Réalisation : Marc James Roels et Emma de Swaef
- Scénario : Marc James Roels et Emma de Swaef
- Animation : Élodie Ponçon, Patricia Sourdès, Iris Alexandre, Mirjam Plettinx et Andreas de Ridder
- Montage :
- Musique : Bram Meindersma
- Producteur : Steven de Beul et Ben Tesseur
  - Coproducteur : Mathieu Courtois, Emma de Swaef, Jean-François Le Corre, Peter Mansfelt, Paul Mahot et Marc James Roels
  - Producteur exécutif : Koen Vermaanen
- Production : Beast Animation, Vivement lundi ! et Pedri Animation
- Distribution :
- Pays d'origine :  Belgique,  France et  Pays-Bas
- Durée : 44 minutes 18
- Dates de sortie :
  - France : 11 juin 2018 (FIFA 2018)

## Distribution
- Wim Willaert : Van Molle
- Paul Huvenne :
- Goua Grovogui : le porteur perdu
- Sébastien Dewaele : Pierre
- Jan Decleir : le roi
- Michel Kossi : le frère d'Ota
- Bruno Levie : Georges
- Gaston Motambo : Ota
- Alexander Rolies : Petit Philippe
- Dirk Rypens : l'homme soul du bateau
- Anna Schoonbroodt : la mère de Louis
- Jamal Tahri : le voisin fâché
- Angelo Tijssens : Louis
- Aziz Azam, Sébastien Brodzic, Walter Canipel, Xavier Dumont, Michel Gallois, Michèle Hublau, Juan Maldonado et Céline Seutin : voix additionnelles

## Distinctions

### Récompense
Il remporte le Prix André-Martin pour un court métrage français à l'édition 2018 du festival international du film d'animation d'Annecy.

### Nomination
- César 2020 : Meilleur court métrage d'animation